# Tossal de Mormur
El Tossal de Mormur és una muntanya de 326 metres que es troba al municipi de Balaguer, a la comarca catalana de la Noguera.
Al cim podem trobar-hi un vèrtex geodèsic (referència 255107001).
Aquest cim està inclòs al llistat dels 100 cims de la FEEC